# Татибана (залив)
Татибана (яп. 橘湾 татибана-ван) — залив в Японии на острове Кюсю, на юго-востоке префектуры Нагасаки. Расположен между полуостровами Нагасаки и Симабара. В Японии называется также заливом Тидзива (яп. 千々石湾).
В широком смысле залив ограничен полуостровами Нагасаки и Симабара и островом Амакуса-Симосима.
В северной части залива глубина достигает 30-40 м, у устья — около 70 м.
В узком смысле залив ограничен прямой, проведённой от мыса Кунидзаки на востоке до южной оконечности посёлка Имори на западе. В таком случае площадь залива составляет 130,92 км², ширина устья — 11,59 км; максимальная глубина — 39 м.
На западном побережье залива расположен префектурный природный парк полуострова Номо (яп. 野母半島県立自然公園), на восточном — префектурный природный парк полуострова Симабара (яп. 島原半島県立自然公園). В заливе ловят множество видов рыбы, особенно процветает промысел иваси и желтохвостов, а также жемчуга.
Залив сообщается в своей южной части с с Восточно-Китайским морем (плёс Амакуса-нада), а на востоке с заливом Ариаке через пролив Хаясаки.
У устья залива морская вода смешивается с водой залива Ариаке, что приводит к колебаниям качества воды. ХПК воды в заливе колеблется в пределах 1-2 мг/л.
У восточного побережья залива замечена геотермальная активность, связанная с вулканом Ундзэн.